# Grappinière
La Grappinière est un quartier situé au nord de Vaulx-en-Velin, dans la Métropole de Lyon. Le quartier, construit dans les années 1960, est classé en tant que Zone franche urbaine par le Ministère de la ville, de la jeunesse et des sports, signifiant ainsi qu'il s'agit d'une « zone sensible ou défavorisée ».
La zone est incluse au sein du quartier prioritaire de la politique de la ville « Grande-Île », avec le Mas du Taureau et Petit-Pont. Il compte plus de 24 000 habitants en 2013, près de la moitié de la population de la ville. 

## Histoire
C'est dans ce quartier que se sont déroulées les premières émeutes urbaines de France en 1979.

## Transports
La Grappinière est desservie par les bus C3, 52, 37 et 7 du réseau TCL.